# Copenhagen Business School

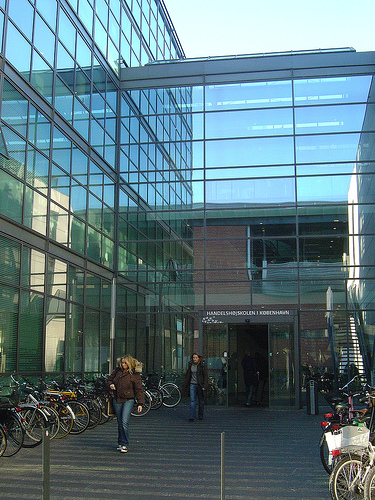
Eingang zur CBS in Solbjerg

Die Copenhagen Business School (kurz CBS, dänisch Handelshøjskolen i København) ist eine im Jahre 1917 gegründete Wirtschaftsuniversität in Kopenhagen, Dänemark. Mit mehr als 20.000 Studierenden ist die Universität eine der größten Wirtschaftshochschulen der Welt. Sie wird in verschiedenen Rankings als eine der führenden Wirtschaftshochschulen aufgeführt, so zuletzt auf Platz 1 im Shanghai Ranking 2024 im Fach Betriebswirtschaftslehre ('Business Administration').

## Geschichte
Die Bildungseinrichtung wurde 1917 als private Institution gegründet. Die Hochschule wurde 1965 ein Teil des nationalen Ausbildungssystems. Seit einigen Jahren ist Englisch die vorherrschende Unterrichtssprache.
Das dänische Universitätsgesetz von 2003 („The Danish Act on Universities – The University Act – Act no. 403 of 28 May 2003“) bestimmte, dass Universitäten von einem „University Board“ geführt werden. Rektoren, Dekane und Abteilungsleiter („Heads of Department“) werden nicht mehr von den Angestellten und Studenten gewählt, sondern vom „Board“ bestimmt. Das „Board“ setzt sich aus externen und universitätsinternen Mitgliedern zusammen. Die externen Mitglieder werden aufgrund ihrer persönlichen Eignung für vier Jahre plus maximal weitere vier Jahre ausgewählt. Sie müssen Erfahrung in Management, Organisation und Ökonomie inklusive der Evaluierung von Budgets und Jahresabschlüssen mitbringen. Die externen Mitglieder bilden eine Mehrheit im Board, bestimmen und stellen den Vorsitzenden. Akademische Angestellte wie Doktoranden, Angestellte der Technik und der Verwaltung sowie mindestens zwei Studenten ohne einen ersten Abschluss stellen die übrigen Mitglieder des „Boards“.
Die Gründung erfolgte durch den University Act von 2003 die bisherigen Advisory Councils abgeschafft und durch den University Board ersetzt. Sie durfte als eine von zwei Hochschulen des Landes den dänischen Begriff für Business School, handelshøjskole, nutzen. Die bisher von der CBS verwaltete IT-højskolen i København wurde zur eigenständigen IT-Universität Kopenhagen. Seit der Eingliederung der Aarhus School of Business in die Universität Aarhus im Jahr 2007 dürfen nur die CBS und die Universität Aarhus die Bezeichnung Business School in Dänemark benutzen.

## Überblick
Die Universität hat circa 21.000 Studenten und 900 Mitarbeiter und ist damit eine der größten Business Schools der Welt. Sie ist dabei jedoch eigenständig, also etwa kein Teil der Universität Kopenhagen. Darüber hinaus nimmt sie jährlich etwa 1.000 Austauschstudenten auf. Aufgeteilt war sie bis zum 31. Dezember 2006 in zwei Fakultäten: die wirtschaftswissenschaftliche Fakultät und die Fakultät für Sprache, Kommunikation und Kultur. Zum 1. Januar 2007 wurden die beiden Fakultäten zusammengeführt.
Stand 2022 gliedert sich die CBS in 12 Departments: Department of Accounting, Department of Digitalization, Department of Economics, Department of Finance, Department of International Economics, Government and Business, Department of Management, Politics and Philosophy, CBS LAW, Department of Management, Society and Communication, Department of Marketing, Department of Operations Management, Department of Organization und Department of Strategy and Innovation.

## Rankings
Die Copenhagen Business School zählt zu den führenden Wirtschaftshochschulen der Welt, was durch verschiedene Rankings bestätigt wird. So wird sie im Eduniversal Business School Ranking 2016 noch vor der Harvard Business School und dem INSEAD auf Platz 1 gelistet. Dieses Ranking basiert auf der Befragung von Dekanen weltweit führender Hochschulen. Bereits zuvor hatte sie in diesem Ranking wiederholt einen der ersten Plätze belegt.
Im Webometrics Ranking Web of Business Schools erreichte die Copenhagen Business School 2013 den zweiten Platz weltweit, wobei die Wharton School auf Platz 1 und Harvard Business School auf Platz 3 eingeordnet wurde.
Im QS World University Ranking 2015 nahm die CBS in der Kategorie „Business & Management Studies“ weltweit Platz 10 und europaweit Platz 6 ein.
Im Shanghai Ranking 2022 belegt die CBS in den verschiedenen Disziplinen folgende Plätze in Europa: Information Science (Platz 1), Management (Platz 4), Finance (Platz 7), Hospitality & Tourism Management (Platz 9) und Business Administration (Platz 10).
Im UT Dallas Top 100 Ranking (2022), das die Forschungsstärke von Business Schools anhand von Publikationen misst, belegte die CBS den 8. Platz in Europa.
In der auf einer unter 96.000 Personen durchgeführten Erhebung basierenden Liste „Top 25 Best Business Schools World Wide Rankings for CEO and Entrepreneurs 2014“ des CEOWorld Magazine wird die Copenhagen Business School auf Platz 20 weltweit aufgeführt.
Beim von Corporate Knights jährlich herausgegebenen Better World MBA Ranking, das u. a. ökonomische und soziale Aspekte bei der Bewertung berücksichtigt, erreichte der Copenhagen MBA der Copenhagen Business School weltweit den dritten Platz.
Beim von der Financial Times herausgegebenen Ranking „Masters in Management 2015“ schnitt die CBS auf Platz 32 weltweit ab.
Beim „World’s most international universities 2016“-Ranking von Times Higher Education erreichte die CBS Platz 59 unter allen Universitäten weltweit.
Das „2016 Full Time MBA Ranking“ des Economist zählt den Full-time MBA der CBS zu den 100 besten weltweit.
Die CBS ist außerdem dänisches CEMS-Mitglied (The Global Alliance in Management Education) sowie durch die Association of MBAs (AMBA) und das European Quality Improvement System (EQUIS) akkreditiert (zuletzt erneuert 2015). Seit 2011 ist die CBS auch AACSB-akkreditiert und damit eine von 88 Business Schools weltweit die im Besitz der Triple Crown (Hochschulakkreditierung) sind. Nur etwa 1 % der Wirtschaftshochschulen weltweit ist es bislang gelungen, diese dreifache Akkreditierung zu erhalten.

## Standorte
Der Hauptteil der Universitätsgebäude liegt in Frederiksberg, einer selbständigen Stadt, die als Enklave vollständig von Kopenhagen umschlossen ist und unmittelbar an das Zentrum Kopenhagens angrenzt. Vorlesungen finden primär in den Gebäuden am Solbjerg Plads, Dalgas Have, dem Graduate House, Kilen und Porcelænshaven statt. Einige dieser Gebäude wurden wiederholt mit Architekturpreisen ausgezeichnet. Die meisten Gebäude liegen unweit des Den Grønne Sti.

## Forschung
Gemäß ihrem Forschungsprofil deckt die Hochschule ein breites Themenfeld innerhalb der Geistes- und Sozialwissenschaften ab. Die akademische Breite spiegelt dabei das gesellschaftliche Bedürfnis wider, Wirtschaft in einem breiteren sozialen, politischen und kulturellen Kontext zu verstehen. Eine Besonderheit der Copenhagen Business School ist es, neben traditionellen Forschungspositionen, immer auch wieder Querdenker in die Forschung einzubinden, um eine Vielfalt der Ideen zu ermöglichen. Auch beschäftigt die Copenhagen Business School neben neoklassisch geprägten Wirtschaftswissenschaftlern auch Politikwissenschaftler mit einer dezidiert linken Ausrichtung. Durch das Zulassen auch kontroverser Sichtweisen und die Förderung einer Umgebung für interdisziplinärer Forschung hat sich die Copenhagen Business School international den Ruf einer „Schmiede neuer Ideen“ erworben. Mehr als die Hälfte der Wissenschaftler werden aus dem Ausland angeworben, wodurch die Forschung der Copenhagen Business School eine internationale Prägung hat. Arbeitssprache ist Englisch.

## Studienprogramme
Die regulären Studienprogramm der Copenhagen Business School sind wie in Deutschland gebührenfrei. Die Copenhagen Business School zielt darauf, Studenten vielschichtig auszubilden. So ist es für Studenten nicht unüblich ihre Wirtschaftsausbildung mit Themen aus Philosophie, Politikwissenschaften, Soziologie oder Psychologie zu kombinieren und dadurch kreativere Sichtweisen auf Wirtschaft einzunehmen als dies an traditionellen Wirtschaftshochschulen der Fall ist.
Die CBS bietet unter anderem 19 Bachelor-, 20 Kandidatstudiengänge, 10 Executive-Master-Studiengänge und Doktorandenprogramme an. Seit 2009 ist die CBS auch mit zwei neuen dänischen Elite Master Programmen assoziiert, wovon eines in Kooperation mit der Universität Kopenhagen durchgeführt wird. Darüber hinaus gibt es eine Open University und ein Summer University Programm. Die Copenhagen Business School legt großen Wert auf eine hohe Qualität der Lehre. So müssen Professoren während ihrer Beschäftigung eine ausführliche didaktische Zusatzausbildung absolvieren.
Im Bereich Executive Education betreibt die CBS ein Austauschprogramm mit dem Studiengang Executive Master of Public Administration der Hertie School of Governance in Berlin.

## Sport
Die Hochschule bietet mit CBS Sport ein umfassendes Sportangebot an. Bei den Olympischen Sommerspielen 2016 in Rio de Janeiro traten mehrere Studenten an, darunter Pál Joensen und Jacob Barsøe. Barsøe gewann die Silbermedaille (Leichtgewichts-Vierer ohne Steuermann). Eine bekannte ehemalige Läuferin und CBS-Studentin ist Loa Olafsson.

## Bekannte Dozenten (Auswahl)
Siehe Kategorie:Hochschullehrer (Copenhagen Business School)